# Tmesisternus joliveti
Tmesisternus joliveti es una especie de escarabajo del género Tmesisternus, familia Cerambycidae. Fue descrita científicamente por Breuning en 1970.
Habita en Papúa Nueva Guinea. Esta especie mide 11-16 mm.